# Jennifer England
Jennifer England (Lansing, Michigan, 11 juli 1978) is een Amerikaans model en actrice.

## Privéleven
England is geboren en getogen in Lansing, Michigan, samen met haar broers Kris en Jeff. England ging aan sport doen en stond op die manier al snel bekend als 'tomboy'. Vanaf jonge leeftijd deed ze aan verschillende sporten, o.a. zwemmen en softbal. Daarnaast is ze ook een bekende in de stuntwereld.

## WWE Diva Search 2006
In de zomer van 2006 werd England gekozen als een van de 8 deelnemers voor de WWE's Diva Search Competition. England haalde de finale samen met Layla, maar moest uiteindelijk wel haar meerdere erkennen, waarmee ze als 2de eindigde in de competitie.

## Model- en acteercarrière
England verscheen in verschillende films, en was onder andere model in de spelshow The New Price Is Right. Daarnaast is ze ook Guess model, en was ze Miss Venus Swimwear International en Miss Hawaiian Tropic International.